# Conserveermiddel
Een conserveermiddel (gebruikelijk in Nederland) of bewaarmiddel (gebruikelijk in Vlaanderen) is een stof die wordt toegevoegd aan levensmiddelen, cosmetica en andere bederfelijke producten om de houdbaarheid ervan te verlengen. Een conserveermiddel is bedoeld om de groei van bacteriën, schimmels en gisten tegen te gaan. Een conserveermiddel dient ofwel de omstandigheden zodanig te veranderen dat micro-organismen e.d. niet of nauwelijks kunnen groeien of overleven, ofwel specifiek dodelijk te zijn voor micro-organismen e.d. Bovendien mag het conserveermiddel niet schadelijk zijn voor mensen.

## Voedsel
Als voedsel langer moet worden bewaard, is conservering nodig. Voedsel bevat doorgaans water, koolhydraten, eiwitten en vetten, wat goede omstandigheden biedt voor de groei van micro-organismen, gisten en schimmels. De toegestane stoffen voor voedselconservering hebben meestal een Europese code, een E-nummer, van 200 t/m 259. Sommige voedingsstoffen hebben zelf een conserverende werking zoals suiker, waarmee bijvoorbeeld jam geconserveerd wordt. Conserveermiddelen kunnen natuurlijk of kunstmatig zijn.
Bekende conserveermiddelen in voedsel zijn sorbinezuur en sorbaat (E200-E203), benzoëzuur en benzoaat (E210-E219), sulfiet (E221-E228), nitriet en nitraat (E249-E252).

## Cosmetica
De meeste cosmetica hebben een houdbaarheid van ten minste twee en een half jaar. Om dat te bereiken is het meestal voldoende om hygiënisch te werken en een goede luchtdichte verpakking te gebruiken. Door het gebruik van de consument kunnen cosmetica echter vervuild raken. Dat geldt bijvoorbeeld voor shampoo die open in de badkamer wordt bewaard, of een crème die met vieze vingers op de huid wordt gesmeerd. De conserveermiddelen voor cosmetica staan vermeld in de INCI-aanduiding op de verpakking.
Veel in cosmetica gebruikte conserveermiddelen zijn:
| INCI                            | Nederlands                    |
| ------------------------------- | ----------------------------- |
| Benzoic acid                    | Benzoëzuur                    |
| Sodium benzoate                 | Natriumbenzoaat               |
| Potassium sorbate               | Kaliumsorbaat                 |
| Formaldehyde                    | Formaldehyde                  |
| Methyl paraben                  | Methylparabeen                |
| Ethyl paraben                   | Ethylparabeen                 |
| Propyl paraben                  | Propylparabeen                |
| 2-Bromo-2-nitropropane-1,3-diol | Bronopol                      |
| Methyldibromoglutaronitril      | 1,2-dibroom-2,4-dicyanobutaan |
| Imidazolidinyl urea             | Imidazolidinylureum           |
| Benzyl alcohol                  | Benzylalcohol                 |